# Lisse Knaapen
Lisse Knaapen (Utrecht, 1993) is een Nederlandse actrice en zangeres.

## Carrière
Knaapen volgde de opleiding Codarts te Rotterdam, richting muziektheater. In 2015 studeerde zij Cum Laude af en ontving hierbij een stipendium van Vrienden van Codarts.
In 2016 kreeg Knaapen de hoofdrol Sky in Sky de Musical, een musical van John Ewbank en Marco Borsato. Zij speelde een rol in het toneelstuk Intouchables, zong voor het tv-programma Het Klokhuis diverse liedjes en maakte zelf voorstellingen voor onder andere Zaal 3. 
In 2019 speelde Knaapen de solovoorstelling Emma Wil Leven, gebaseerd op de gelijknamige documentaire van Jessica Villerius. Hierna kreeg ze de rol van Ada in de musical Soldaat van Oranje. 
In 2022 speelde en zong Knaapen in de solovoorstelling In het licht, gebaseerd op het boek Mijn ware verhaal van Karin Bloemen. Bij de titelsong werd een videoclip gemaakt. Later in dat seizoen was ze te zien in de musicals Lokroep (waar ze tevens teksten voor schreef) en Hello Again. 
Verder speelde Knaapen voor zorginstelling het Elzeneindhuis in de korte film Zie Mij Eens de rol van Nova, een ernstig meervoudig gehandicapt meisje. Zij speelde in deze film naast Isa Hoes en Eric Corton.
Samen met Rowan de Vos heeft Knaapen een muziektheatercollectief: Maktub. 
Naast het uitvoerende werk was Knaapen coördinator van de Vooropleiding van Codarts Muziektheater, en gaf ze les op de vakopleiding. Ook begeleidde ze een aantal studenten bij Fontys Master of Music.